# Mestis
Mestis – druga klasa rozgrywek ligowych w hokeju na lodzie w Finlandii.

## Historia
Liga została założona w 2000 roku. Zwycięstwo w rozgrywkach nie oznacza automatycznego awansu do pierwszej fińskiej klasy rozgrywkowej Liiga (do 2013 SM.liiga), jako że udział w najwyższej lidze zależy od spełnienia innych warunków. Po sezonie 2004/2005 klub KalPa został przyjęty do SM-liiga. Do 2014 w Mestis uczestniczyło 12 klubów, po czym opuściły ją HCK, Jokipojat i Sport (ostatni został przyjęty do rozgrywek Liiga), zaś przyjęto KeuPa HT, w związku z czym ustalono liczbę drużyn na 10. Po sezonie 2014/2015 klub KooKoo został przyjęty do Liiga, a do Mestis zostały przyjęte Hermes, Jokipojat, RoKi, co dało w sumie 12 ekip na sezon 2015/2016. W maju 2016 licencję na sezon 2016/2017 otrzymał klub Espoo United. Ponadto do rozgrywek został przyjęty klub IPK, a z rozgrywek ubył Jukurit, zgłoszony do sezonu Liiga (2016/2017). Przed sezonem 2017/2018 do ligi nie przystąpiły kluby Hokki i JYP-Akatemia, które zbankrutowały, a przyjęty został Imatran Ketterä. Po tejże edycji w wyniku bankructwa został wycofany klub Espoo United, a jego miejsce zajął KooVee (miejsca nie przyjął klub JHT). W 2019 do Mestis powrócił Hokki, zajmując miejsce LeKi. Po sezonie 2019/2020, nieukończonym z powodu pandemii COVID-19, do rozgrywek dołączyły kluby Forssan Palloseura i Kiekko-Espoo, wobec czego liczba uczestników wzrosła z 12 do 14. Ponadto dotychczasowy zespół Jokipojat został przemianowany na Kiekko-Pojat.
W czerwcu 2022 podano do wiadomości, że ogłoszono upadłość klubu SaPKo, wobec czego jego drużyna nie została zgłoszona do nowej edycji Mestis. W sierpniu 2022 ogłoszono przyjęcie do rozgrywek łotewskiej drużyny HK Zemgale. Wiosną 2023 do rozgrywek przyjęto Jokerit, zaś usunięto kluby HK Zemgale (łotewski) i Heinolan Peliitat (nie otrzymał licencji)

## Edycje
| Sezon     | 1. miejsce                                   | 2. miejsce                                   | 3. miejsce                                   | Runda zasadnicza |
| --------- | -------------------------------------------- | -------------------------------------------- | -------------------------------------------- | ---------------- |
| 2000/2001 | Jukurit                                      | TuTo                                         | Hermes                                       | TuTo             |
| 2001/2002 | Jukurit                                      | KooKoo                                       | KalPa                                        | Jukurit          |
| 2002/2003 | Jukurit                                      | K-Vantaa                                     | KooKoo                                       | Jukurit          |
| 2003/2004 | KalPa                                        | Jukurit                                      | Hermes                                       | Jukurit          |
| 2004/2005 | KalPa                                        | Sport                                        | TuTo                                         | KalPa            |
| 2005/2006 | Jukurit                                      | Sport                                        | TuTo                                         | Jukurit          |
| 2006/2007 | Hokki                                        | Jukurit                                      | Sport                                        | Sport            |
| 2007/2008 | TuTo                                         | Hokki                                        | Jukurit                                      | TuTo             |
| 2008/2009 | Sport                                        | Jokipojat                                    | Hokki                                        | Jokipojat        |
| 2009/2010 | Jokipojat                                    | D Team                                       | KooKoo                                       | KooKoo           |
| 2010/2011 | Sport                                        | Jukurit                                      | D Team                                       | Jukurit          |
| 2011/2012 | Sport                                        | Jokipojat                                    | KooKoo                                       | Jukurit          |
| 2012/2013 | Jukurit                                      | KooKoo                                       | TuTo                                         | Jukurit          |
| 2013/2014 | KooKoo                                       | Jukurit                                      | TuTo                                         | TuTo             |
| 2014/2015 | Jukurit                                      | KooKoo                                       | Hokki                                        | Jukurit          |
| 2015/2016 | Jukurit                                      | Hokki                                        | Jokipojat                                    | Jukurit          |
| 2016/2017 | SaPKo                                        | K-Vantaa                                     | Espoo                                        | SaPKo            |
| 2017/2018 | KeuPa HT                                     | TuTo                                         | SaPKo                                        | KeuPa HT         |
| 2018/2019 | Ketterä                                      | KeuPa HT                                     | TuTo                                         | Hermes           |
| 2019/2020 | play-off odwołany z powodu pandemii COVID-19 | play-off odwołany z powodu pandemii COVID-19 | play-off odwołany z powodu pandemii COVID-19 | Ketterä          |
| 2020/2021 | Ketterä                                      | Hermes                                       | IPK                                          | Kiekko-Espoo     |
| 2021/2022 | Ketterä                                      | K-Espoo                                      | RoKi                                         | Ketterä          |
| 2022/2023 | K-Espoo                                      | Ketterä                                      | RoKi                                         | K-Espoo          |

## Sezon 2023/2024
| Klub     | Miasto    | Lodowisko               | Rok zał. | Rok doł. | Trener           |
| -------- | --------- | ----------------------- | -------- | -------- | ---------------- |
| FPS      | Forssa    | Forssan Jäähalli        | 1931     | 2020     | Asko Rantanen    |
| Hermes   | Kokkola   | Kokkolan jäähalli       | 1953     | 2015     | Tuukka Poikonen  |
| Hokki    | Kajaani   | Kajaanin Jäähalli       | 1968     | 2019     | Pasi Räsänen     |
| IPK      | Iisalmi   | Kankaan jäähalli        | 1966     | 2016     | Marko Tuomainen  |
| Jokerit  | Joensuu   | Keravan j./Helsingin j. | 1967     | 2023     | Tero Määttä      |
| JoKP     | Joensuu   | PKS Areena              | 1953     | 2015     | Simo Karjalainen |
| Ketterä  | Imatra    | Imatra Spa Areena       | 1957     | 2017     | Kari Martikainen |
| KeuPa HT | Keuruu    | Keuruun jäähalli        | 1995     | 2014     | Niko Raiskio     |
| K-Espoo  | Espoo     | Espoo Metro Areena      | 2018     | 2020     | Tomas Westerlund |
| K-Vantaa | Vantaa    | Trio Areena             | 1994     | 2000     | Jani Manninen    |
| KooVee   | Tampere   | Hakametsän jäähalli     | 1929     | 2018     | Miikka Kuusela   |
| RoKi     | Rovaniemi | Lappi Areena            | 1979     | 2015     | Sakari Salmela   |
| TuTo     | Turku     | Kupittaan jäähalli      | 1929     | 1996     | Jonne Virtanen   |